# Rubby Sherr
Rubby Sherr (* 14. September 1913 in Long Branch (New Jersey); † 8. Juli 2013 in Haverford (Pennsylvania)) war ein US-amerikanischer Physiker, der sich mit Kernphysik befasste und an der Entwicklung der Atombombe beteiligt war.

## Werdegang
Sherr wurde als Sohn litauischer Einwanderer geboren, ging zur Lakewood High School und zur New York University. Er machte dort 1934 den Bachelor in Physik und der Princeton University 1938 den Doktor in Physik. 1942 wechselte Sherr an das Massachusetts Institute of Technology. Ab 1944 arbeitete er für das Manhattan-Projekt zum Bau der ersten Atombombe in einer von Charles Critchfield geleiteten Gruppe. Sherr entwickelte dort zusammen mit Klaus Fuchs ein wichtiges Element für den Zünder der Plutoniumbombe, den Fuchs-Sherr modulated neutron initiator, eine Neutronenquelle im Zentrum der Bombe. Den Abwurf der ersten Atombombe beobachtete er 1945 von einem Bunker aus. 
Ab 1946 wurde Sherr Professor an der Princeton University, ab 1949 Associate Professor und seit 1955 mit einer vollen Professur. 1953 fand er experimentelle Hinweise auf die Fermi-Wechselwirkung. Von 1955 bis 1971 leitete er ein Projekt der United States Atomic Energy Commission. Er forschte über Kernphysik bei niedrigen Energien am Princeton Zyklotron, dessen Fortentwicklung zum Princeton AVF Zyklotron (1970) er überwachte. Sherr emeritierte 1982. Zuletzt befasste er sich mit der Berechnung von Eigenschaften von Spiegelkernen.
Im Verlauf seines Lebens hat Sherr über 100 wissenschaftliche Beiträge veröffentlicht. 1947 erfand er einen Szintillationszähler und 1953 ein Doppler-Radar.